# Appartamento per... 3
Appartamento per... 3 (Dostana) è un film del 2008 diretto da Tarun Mansukhani.
Appartenente al cinema bollywoodiano, venne trasmesso in Italia per la prima volta su Rai 1 per il ciclo "Stelle di Bollywood" nel 2010.

## Trama
In Florida due ragazzi, Sameer e Kunal, cercano casa in città e per una coincidenza s'incontrano per andare a vedere lo stesso appartamento. Ad aspettarli c'è l'affittuaria che al termine della visita rivela ai ragazzi che anche sua nipote andrà a vivere in quella casa, per cui non può affittare le stanze a due ragazzi single. I ragazzi si stanno per rassegnare, quando vedono Neha, la nipote della donna e, abbagliati dalla sua bellezza, decidono di fingersi una coppia gay.
Durante la convivenza i tre stringono una grande amicizia, ma mentre Neha pensa che i due ragazzi siano gay, loro s'innamorano di lei. Inizia così una sorta di lotta tra Sameer e Kunal per conquistare la ragazza (ancora ignara della loro eterosessualità). Entra però in gioco un rivale: il nuovo capo di Neha, Abhimanyu Singh, il quale ha anche un figlio. Inizia così una collaborazione tra i due protagonisti per allontanare Abhi dalla ragazza: raccontano al figlio di Abhi, Veer, il futuro che lo attenderebbe se il padre decidesse di sposare Neha e questi induce il genitore a lasciare la ragazza.
I due ragazzi, dispiaciuti, svelano la verità a Neha e la spingono a sposare Abhi, l'unico uomo che veramente ama.

## Colonna sonora
1. Vishal Dadlani – Jaane Kyun – 4:37
2. Shankar Mahadevan, Sunidhi Chauhan, Vishal Dadlani – Desi Girl – 5:06
3. Master Saleem – Maa Da Laadla – 4:05
4. Vishal Dadlani, Sunidhi Chauhan – Shut Up & Bounce – 4:37
5. Vishal Dadlani, Shreya Ghoshal, Amanat Ali – Khabar Nahin – 4:19
6. Shaan – Kuch Kum – 5:40